# Treptopale rudolphi
Treptopale rudolphi är en ringmaskart som beskrevs av Perkins 1985. Treptopale rudolphi ingår i släktet Treptopale och familjen Chrysopetalidae. Inga underarter finns listade i Catalogue of Life.